# Ioan Oltean (delegat)
Ioan Oltean (n. 19 ianuarie 1875, Pata, județul Cluj - d. 22 martie 1949) a fost un deputat în Marea Adunare Națională de la Alba Iulia, organismul legislativ reprezentativ al „tuturor românilor din Transilvania, Banat și Țara Ungurească”, cel care a adoptat hotărârea privind Unirea Transilvaniei cu România, la 1 decembrie 1918.

## Biografie
Ioan Oltean s-a născut la Pata, județul Cluj și a fost delegat al Cercului Murăș-Ludoș. A urmat Facultatea de drept din Budapesta, a fost avocat in Luduș, a fost membru al Partidului Poporului. A decedat la Luduș, în 1949.

## Studii
A urmat Facultatea de Drept și Științe Politice din Budapesta.

## Activitatea politică
A fost delegat la Marea Adunare Națională de la Alba Iulia din 1 decembrie 1918 ca reprezentant al Cercului Murăș-Ludoș. A activat ca membru în cadrul Despărțământului Luduș al „Astrei”. A fost președinte al Consiliului Național Român din Luduș. A fost ales în Marele Sfat Național Român. În 1922-1932 devine membru al Partidului Poporului. Între 1926-1930 a fost președintele Consilului Județean Turda.

## Recunoașteri
A fost decorat cu ordinul „Coroana României” în grad de cavaler.